# Albæk-Lyngså Sogn
Albæk-Lyngså Sogn – indtil 2010 Albæk Sogn – er et sogn i Frederikshavn Provsti (Aalborg Stift).
I 1800-tallet var Albæk Sogn et selvstændigt pastorat. Det hørte til Dronninglund Herred i Hjørring Amt. Albæk udgjorde sammen med Voer Sogn en sognekommune. Senere blev hvert af sognene dog en selvstændig sognekommune. Ved kommunalreformen i 1970 blev Albæk indlemmet i Sæby Kommune, som ved strukturreformen i 2007 indgik i Frederikshavn Kommune.

## Kirker
I sognet ligger Albæk Kirke fra Middelalderen. I 1902 blev Lyngså Kirke opført som filialkirke, og Lyngså blev et kirkedistrikt i Albæk Sogn. Kirkedistrikterne blev nedlagt 1. oktober 2010 og blev oftest udskilt som selvstændige sogne, men Lyngså Kirkedistrikt forblev i Albæk Sogn, der ændrede navn til Albæk-Lyngså Sogn.

## Stednavne
I sognet findes følgende autoriserede stednavne:
- Albæk (bebyggelse)
- Albæk Gårde (bebyggelse)
- Endelt (bebyggelse)
- Engbæk (bebyggelse)
- Faldt (bebyggelse)
- Favrholt (bebyggelse)
- Fjemb Hede (bebyggelse)
- Frismose (bebyggelse)
- Fæbroen (bebyggelse)
- Grønsig (bebyggelse)
- Holbæk Enge (bebyggelse)
- Holtbjerg (areal, bebyggelse)
- Holtgård (bebyggelse)
- Hytten (bebyggelse)
- Knøsen (bebyggelse)
- Knøsengene (bebyggelse)
- Kringelhede (bebyggelse)
- Lyngså (bebyggelse, ejerlav)
- Lyngså Fælled (bebyggelse)
- Madsgård (bebyggelse)
- Mark (by) (bebyggelse)
- Mosen (bebyggelse)
- Mølholt (bebyggelse)
- Nordost (bebyggelse)
- Nybro (bebyggelse)
- Nørre Sørå (bebyggelse)
- Nørre Voerså Hede (bebyggelse)
- Nørredam (bebyggelse)
- Nørreklit (bebyggelse)
- Pilværn (bebyggelse)
- Porsmose (bebyggelse)
- Præstbro (bebyggelse)
- Rugtved Fælled (bebyggelse)
- Sibirien (bebyggelse)
- Skarpholt (bebyggelse)
- Skarpholt Plantage (areal)
- Skovengen (bebyggelse)
- Stolsholt (bebyggelse)
- Sønder Voerså Hede (bebyggelse)
- Sønderklit (bebyggelse)
- Sørå (bebyggelse)
- Sørå Mark (bebyggelse)
- Voerså (bebyggelse)